# コベントリー (ロードアイランド州)
コベントリー（英: Coventry）は、アメリカ合衆国ロードアイランド州のケント郡にある町。人口は3万5688人（2020年）。

## 歴史
コベントリーに最初にイングランド人開拓者が入って来たのは18世紀初期であり、このときはウォリックの町の一部としてだった。この地域はウォリックの中心からかなり離れていたので、後にコベントリーとなった部分の成長は遅かった。しかし1741年までに十分な数の農夫（約100家族）が入植していたので、ロードアイランド議会に自分たち独自の町を設立する請願を行った。この請願が認められ、新しい町はイングランドの都市コヴェントリーにちなんで名付けられた。18世紀の後半は農夫だけが住む田園地帯のままだった。このころから残っている建物として、ウォーターマン酒場（1740年代建設）、ナサニエル・グリーンの屋敷（1770年建設）、ペインの屋敷（17世紀後半/18世紀初期）がある。最古の教会であるメイプル・ルート・バプテスト教会は18世紀末の建築である。この会派は1762年に組織され、ジェネラル・シックス・プリンシプル・バプテストの流れをくんだ。
アメリカ独立戦争のとき、コベントリーの住民は愛国者側を支持した。住人の1人、ナサニエル・グリーンが大陸軍の将軍となり、各地で戦功を挙げた。終戦の時まで、ジョージ・ワシントンに次いで大陸軍の第2の位置にいた。
19世紀、産業革命がコベントリーにも訪れ、アンソニーに最初の工場ができた。その後の1世紀に町の東側は大いに工業化され、アンソニー、ワシントン、クィドニック、ハリスの各ビレッジがその中心となった。古い工場の多くが今も町に残っており、ビレッジの中心（特にアンソニーとクィドニック）はそのままである。町の人口構成が変化し、新しい工場町にはフランス系カナダ人やアイルランド人の移民を惹きつけた。19世紀末までに住民のほぼ4分の1が外国生まれであり、町の東部ではフランス語が主要言語となった。移民の全てが工場で働いたわけではなかった。19世紀後期の国勢調査によれは、農園を所有する者もいた。
町の西部はまだ田園部のままであり、グリーンやサミットはニューヨーク・ニューヘイブン・アンド・ハートフォード鉄道の駅ができたので、人が集まる場所になった。

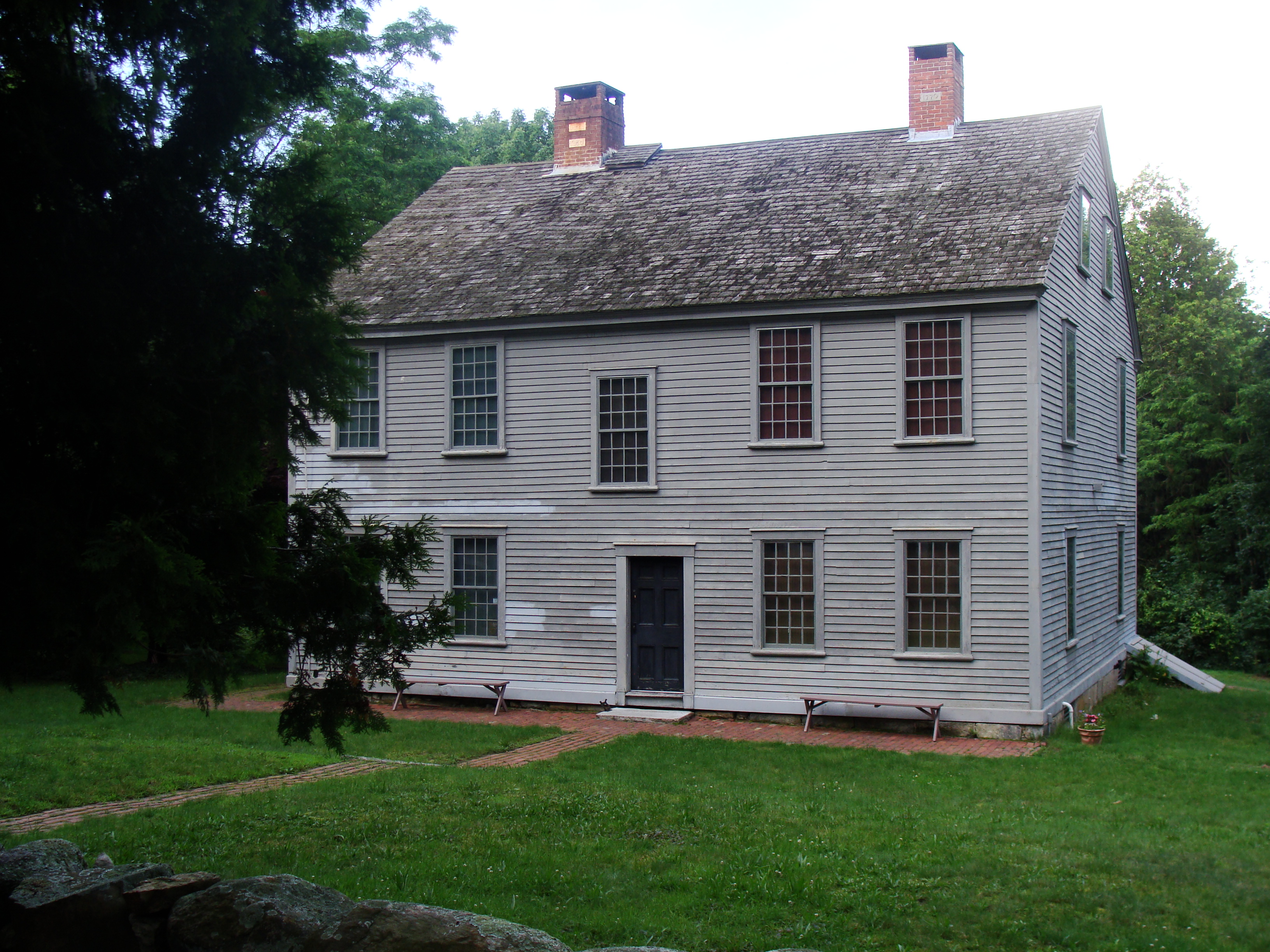
ナサニエル・グリーンの屋敷

20世紀、コベントリーの町は多くの変化を経験した。自動車の導入によって鉄道の時代は終わった。1970年代には線路が外され、21世紀の初めにはその路床がワシントン・セコンダリー・レイルトレイル/グリーンウェイとして復活した。20世紀半ばまでに工場はほとんど町を去り、大半が閉鎖された。
20世紀後半から、町には新しい住人を惹きつけ、東部は郊外町となった。21世紀初期、町の開発の動きは住宅開発を制限し、西部の田園的な雰囲気を残そうとするものになっている。

## 地理
アメリカ合衆国国勢調査局に拠れば、町域全面積は62.3平方マイル (161 km2)であり、このうち陸地59.5平方マイル (154 km2)、水域は2.8平方マイル (7.3 km2)で水域率は4.49%である。町の東はウェストウォリック町、北はフォスター町、シチューイット町、クランストン市、南はウェストグリニッジ町とイーストグリニッジ町、西はコネチカット州スターリング町と接している。陸地面積では州内最大の自治体であり、水域を合わせた総面積では、79.8平方マイル (207 km2) のサウスキングスタウン町に次ぐ。

## レクリエーション
コベントリーには幾つかレクリエーション施設がある。フットボール、バスケットボール、野球、ソフトボールでは青年リーグがある。ロードアイランド州道14号線（プレーンフィールド・パイク）のコネチカット州境近く、カーバンクル池は、広さ39エーカー (160,000 m²) の池であり、淡水魚の釣りに人気がある。水際の地区であるジョンソンズポンドには釣りやウォータースポーツ用の施設がある。「ウェイクボーディング・マガジン」はジョンソンズポンドをロードアイランド州でウェイクボードに適した最良の場所としている。広さ860エーカー (3.5 km²) のジョージ・B・パーカー森林はロードアイランド州のオーデュボン協会が所有しており、ハイキング道がある。この森の管理人の家は17世紀半ばのものである。

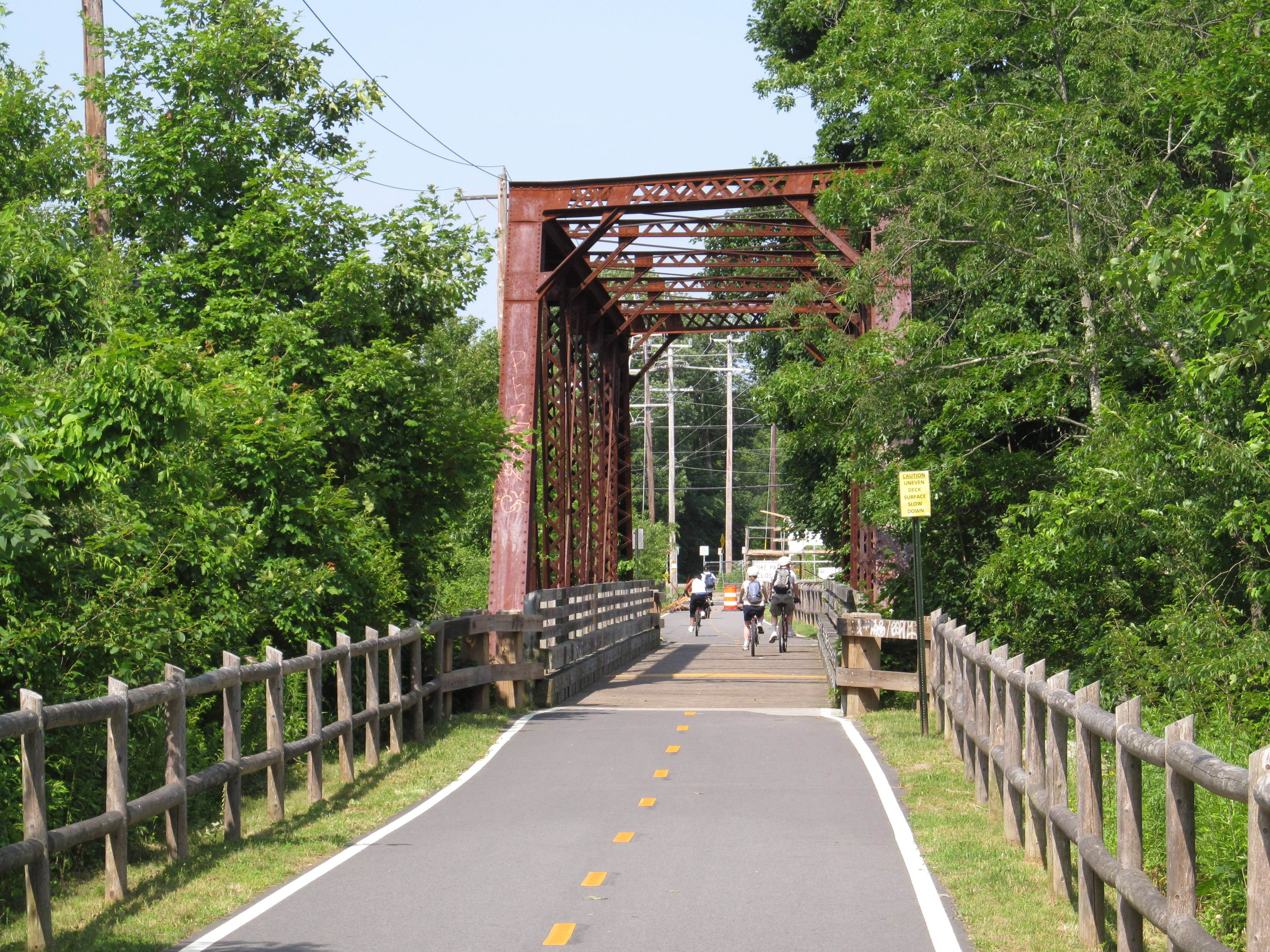
ポータクセット川南支流に架かるワシントン・セコンダリー・トレイルのトラス橋

町はコベントリー・グリーンウェイを造っている。これは昔のニューヨーク・ニューヘイブン・アンド・ハートフォード鉄道の路床を利用した歩道と自転車道であり、東海岸全体を通るイーストコースト・グリーンウェイの一部になっている。コネチカットの州境から15マイル (24 km) でウェストウォリックの町境に達する。

## ビレッジ
コベントリーの町内には19世紀に造られた多くのビレッジがある。
- アンソニー - 東部の工業ビレッジ
- アークライト - 奴隷貿易業者のジェイムズ・デウルフが設立した工業ビレッジ
- ブラックロック - インディアンが結婚式を挙げた場所とされる大きく黒い岩にちなむ命名
- コベントリーセンター - コベントリー町の地理的に中心にあるビレッジ
- フェアバンクス - ムーサップ川沿いの工業ビレッジ
- グリーン - 町の西部にある昔の鉄道ビレッジ
- ハリス - 町の北東部にある工業ビレッジ
- ホプキンスホロウ - 町の南西部にある田園小集落、150年以上も変化が無い
- クィドニック - ウェストウォリック町境にある工業ビレッジ
- ライスシティ - 町の北西部にある田園部ビレッジ、1804年建設のライス酒場がある。コネチカットに向かう旅人が利用していた
- スプリングレイク - 元工業ビレッジ
- サミット - グリーンに近い鉄道ビレッジ
- ティオーグ - 元はバークレー、ロバート・バークレーにちなむ
- ワシントン - 町の中心にある工業ビレッジ
- ホエーリーズホロウ - 工業ビレッジ、ウォーターマン酒場がある

## 歴史的な家屋
コベントリー町には古い家屋、教会、墓地が多い。18世紀の農家が町のあちこちにあり、その多くは民間人が現在も使っている。町の東部には19世紀の家屋が多く見られる。工場労働者用2戸一住宅から町のエリートが所有した邸宅まである。グリーンとライスシティ、およびホプキンスホロウのビレッジは19世紀からほとんど変わっていない。また多くの境界も19世紀のものであり、今も使われている。

### 歴史的な場所

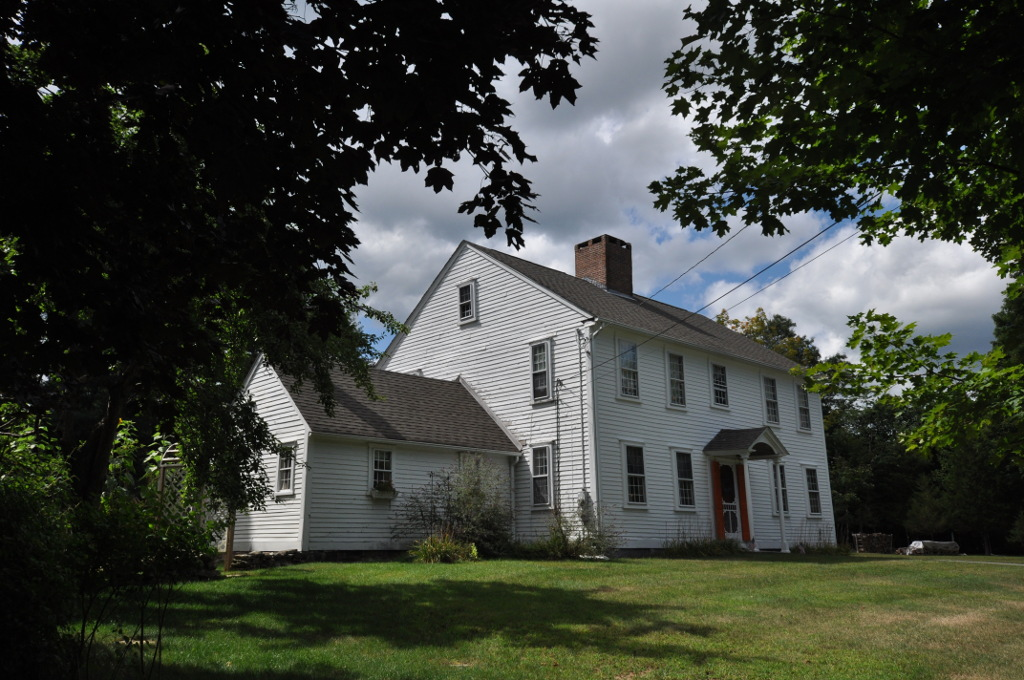
ウィリアム・ウォーターマン邸

以下はアメリカ合衆国国家歴史登録財に指定される建造物と地区である。
- アイザック・ボウエン邸（1795年建設）
- ジョセフ・ブリッグス邸・コベントリー・タウンファーム（1790年建設）
- カーバンクルヒル考古学地区 RI-1072-1079
- ナサニエル・グリーン将軍の屋敷（1774年建設）
- ホプキンスホロウ・ビレッジ
- インターラーケン・ミルブリッジ（1885年建設）
- ムーサップ川史跡 (RI-1153)
- ペイン邸（1748年建設）
- ポータクセット・バレー染色会社（1859年建設）
- リード学校（1831年建設）
- ライスシティ歴史地区
- 南メインストリート歴史地区
- ウォーターマン酒場（1744年建設） - Historical Marker for Waterman Tavern - HMdb
- ウィリアム・ウォーターマン邸
- ウィルソン・ウィンスロウ邸（1812年建設）

## 人口動態
以下は2000年の国勢調査による人口統計データである。
| 基礎データ - 人口: 33,668 人 - 世帯数: 12,596 世帯 - 家族数: 9,295 家族 - 人口密度: 218.3人/km2（565.5 人/mi2） - 住居数: 13,059 軒 - 住居密度: 84.7軒/km2（219.3 軒/mi2） 人種別人口構成 - 白人: 97.60% - アフリカン・アメリカン: 0.39% - ネイティブ・アメリカン: 0.15% - アジア人: 0.56% - 太平洋諸島系: 0.03% - その他の人種: 0.31% - 混血: 0.97% - ヒスパニック・ラテン系: 1.14% | 年齢別人口構成 - 18歳未満: 24.9% - 18-24歳: 6.5% - 25-44歳: 31.5% - 45-64歳: 24.0% - 65歳以上: 13.0% - 年齢の中央値: 38歳 - 性比（女性100人あたり男性の人口） - 総人口: 93.9 - 18歳以上: 90.6 世帯と家族（対世帯数） - 18歳未満の子供がいる: 34.7% - 結婚・同居している夫婦: 60.4% - 未婚・離婚・死別女性が世帯主: 10.0% - 非家族世帯: 26.2% - 単身世帯: 21.2% - 65歳以上の老人1人暮らし: 9.1% - 平均構成人数 - 世帯: 2.63人 - 家族: 3.07人 | 収入と家計 - 収入の中央値 - 世帯: 51,987米ドル - 家族: 60,315米ドル - 性別 - 男性: 40,174米ドル - 女性: 29,357米ドル - 人口1人あたり収入: 22,091米ドル - 貧困線以下 - 対人口: 5.2% - 対家族数: 3.6% - 18歳未満: 5.6% - 65歳以上: 7.0% |

## 著名な出身者
- ナサニエル・グリーン（1742年–1786年）、アメリカ独立戦争の大陸軍将軍、コベントリーに住んだ

## 国際関係
コベントリーはイギリスのコヴェントリー市と双子都市関係を結んでいる。